# Litoria louisiadensis
Litoria louisiadensis es una especie de anfibio anuro de la familia Hylidae.

## Distribución geográfica
Es endémica de las islas Vanatinai y Rossel, ambas del archipiélago de las Luisiadas (Papúa Nueva Guinea).